# Casalbordino
Casalbordino é uma comuna italiana da região dos Abruzos, província de Chieti, com cerca de 6.453 habitantes. Estende-se por uma área de 46 km², tendo uma densidade populacional de 143 hab/km². Faz fronteira com Atessa, Paglieta, Pollutri, Torino di Sangro, Vasto, Villalfonsina.

## Demografia
| Variação demográfica do município entre 1861 e 2011                               |
|                                                                                   |
| Fonte: Istituto Nazionale di Statistica (ISTAT) - Elaboração gráfica da Wikipedia |